# Oreosolen williamsii
Oreosolen williamsii är en flenörtsväxtart som beskrevs av Yamazaki. Oreosolen williamsii ingår i släktet Oreosolen och familjen flenörtsväxter. Inga underarter finns listade i Catalogue of Life.